# Стефан Стойков
Стефан Цвєтанов Стойков (болг. Стефан Цветанов Стойков; нар. 7 жовтня 1953) — болгарський спортсмен, рульовий в академічному веслуванні, учасник Олімпійських ігор, чемпіон світу.

## Спортивна кар'єра
На чемпіонаті світу в Амстердамі 1977 року Стефан Стойков разом з Тодором Мранковим і Дімітаром Янакієвим став чемпіоном в змаганнях двійок розпашних з рульовим.
На чемпіонаті світу 1979 року Стойков в змаганнях двійок розпашних з рульовим зайняв шосте місце.
Брав участь в змаганнях четвірок розпашних з рульовим і на чемпіонаті світу 1981 року зайняв дев'яте місце, а на чемпіонаті світу 1983 року — десяте.
На чемпіонаті світу 1985 року Стойков в змаганнях двійок розпашних з рульовим зайняв шосте місце.
На Олімпійських іграх 1988 в Сеулі Стефан Стойков разом з Атанасом Андреєвим і Емілом Гройцевим зайняв п'яте місце в змаганнях двійок розпашних з рульовим.
На чемпіонаті світу 1989 року Стойков в змаганнях вісімок розпашних з рульовим зайняв шосте місце.
На Олімпійських іграх 1992 в Барселоні Стойков зайняв п'ятнадцяте місце в змаганнях двійок розпашних з рульовим.